# Czosnaczek
Czosnaczek (Alliaria Heist. ex Fabr.) – rodzaj roślin należący do rodziny kapustowatych. Obejmuje dwa gatunki występujące w Europie, północno-zachodniej Afryce i zachodniej Azji. W całym zasięgu rodzaju, także w Polsce, występuje czosnaczek pospolity A. petiolata. Jako gatunek zawleczony i inwazyjny obecny jest także w USA, Kanadzie i Argentynie. W rejonie Kaukazu rośnie Alliaria taurica.
W przeszłości czosnaczek był istotnym substytutem smakowym czosnku, poza walorami smakowymi wyróżniającym się dużą zawartością witaminy A i C.

## Morfologia
PokrójRośliny jednoroczne i dwuletnie, pokryte włoskami prostymi.
LiścieOdziomkowe długoogonkowe, nerkowate do sercowatych, łodygowe krótkoogonkowe sercowate do rombowatych, ząbkowane na brzegu.
KwiatyZebrane w grona. Działki kielicha mniej lub bardziej wzniesione. Płatki korony 4, białe, jajowate, z krótkim paznokciem. Pręcików 6 z podługowatymi lub jajowatymi pylnikami. Zalążnia górna z 4–20 zalążkami, zwieńczona krótką szyjką słupka z całobrzegim znamieniem.
OwoceObłe lub kanciaste równowąskie łuszczyny wznoszące się lub mocno odstające.

## Systematyka
Pozycja systematyczna
Rodzaj należy do rodziny kapustowatych (Brassicaceae), a w jej obrębie do plemienia Thlaspideae.
Wykaz gatunków
- Alliaria petiolata (M.Bieb.) Cavara & Grande – czosnaczek pospolity
- Alliaria taurica (Adam) V.I.Dorof.